# Montalto (Laterina Pergine Valdarno)
Montalto è una frazione del comune italiano di Laterina Pergine Valdarno, nella provincia di Arezzo, in Toscana.

## Geografia fisica
Il paese di Montalto sorge a 251 m s.l.m. presso la sponda sinistra dell'Arno, circa a metà strada tra i centri di Levane e Pergine Valdarno. L'abitato è diviso in due dal tracciato dell'autostrada A1. Montalto si raggiunge facilmente dalla SS69 oppure, attraversando il ponte sull'Arno, dal paese di Laterina.
Il territorio su cui sorge il paese è di media collina, con un buon grado di copertura boschiva e con più estesi terreni agricoli.

## Storia
L'origine del paese di Montalto prende dal podere Montalto, la cui struttura risalente al XVIII secolo è situata lungo la strada che conduce al cimitero. Sempre risalente a metà dell'Ottocento si trova anche la colonna leopoldina.

## Monumenti e luoghi d'interesse
- Chiesa dell'Ascensione, chiesa parrocchiale della frazione, è stata edificata nel 1967 su progetto dell'architetto M. Donati. La facciata a due piani è caratterizzata da lesene nella parte inferiore, con portale in pietra, e da una grande vetrata nella parte superiore.[1]
- Colonna leopoldina, posta dal granduca Pietro Lepoldo nel 1850 per indicare le sue proprietà.[2]

## Cultura

### Eventi
A maggio si svolge la prestigiosa gara ciclistica internazionale per Elite Under 23 dedicata alla Memoria di Daniele Tortoli, ex Direttore Sportivo di importanti squadre ciclistiche che abitava proprio a Montalto.

## Infrastrutture e trasporti
A Montalto è situata la stazione di Laterina, posizionata lungo il tracciato della ferrovia Firenze-Roma.